# Nudo Bachmann

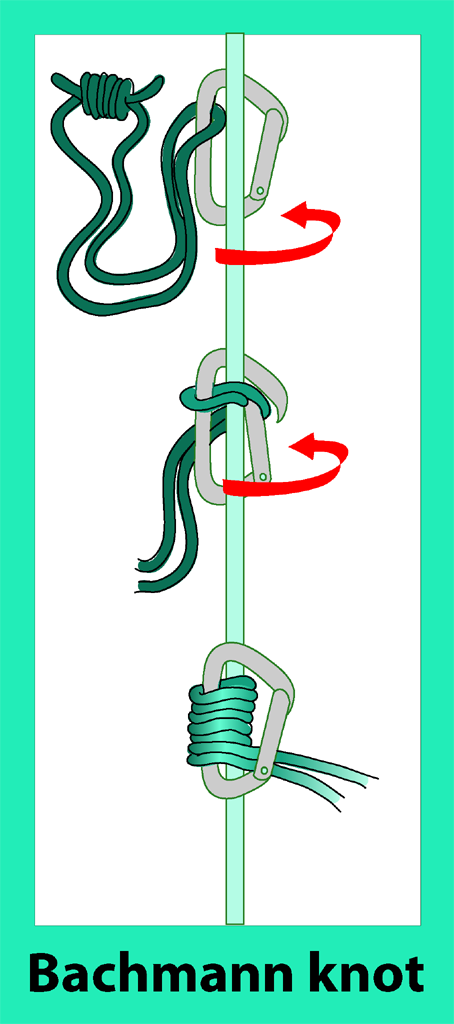
Nudo Bachmann, utilizado en alpinismo.

El nudo Bachmann (a veces mal escrito 'Bachman') es un enganche de fricción, que lleva el nombre del alpinista austriaco Franz Bachmann. Es útil cuando es necesario restablecer el enganche de fricción rápidamente o con frecuencia o cuando es necesario que se cuide solo, como en grietas y autorrescate. (Véase Nudo Prusik)
El uso del mosquetón es esencial para el enganche de Bachmann. La característica más relevante del mosquetón es que debe tener una sección transversal redonda para evitar la fricción, independientemente de si se bloquea o no. Al agarrar el mosquetón, se libera la fricción, lo que permite que el enganche se deslice libremente y funcione correctamente. Para quitar el enganche de Bachmann, basta con soltar el lazo superior, sujetar el mosquetón y liberar el cordón.
Este nudo se suele hacer con un cabestrillo hecho de una cinta tubular de 1". En este caso, enrolle la cinta 3 veces alrededor de la cuerda (esto significa que la puerta del mosquetón debe abrirse 3 veces al hacer el nudo) para aplicaciones normales (en seco). Hay un número limitado de aplicaciones que implican cargas de choque repetidas en el nudo y en estas 4 vueltas suelen ser suficientes.
Sin embargo, con un mosquetón sin bloqueo es más seguro utilizar el nudo con la abertura del mosquetón hacia abajo. Esto reduce el riesgo de que se suelte automáticamente: como máximo, se produce un giro. De lo contrario, todo el nudo podría fallar.
Por razones de seguridad es importante mencionar que el cable utilizado para el enganche de fricción debe tener un diámetro menor que el cable tensor. Esto permite el movimiento al restablecer la posición del enganche, pero cuando se aplica una carga grande al enganche de fricción, el enganche se bloquea en la cuerda tensora. Si se utilizan dos cables del mismo diámetro para el enganche de fricción y el cable tensor, el enganche puede moverse libremente como un nudo corredizo (lazo o soga) y no bloquearse en su lugar. Al rodear cualquier objeto cilíndrico, la mayoría de las cuerdas solo se pueden apretar a un diámetro ligeramente mayor que el propio diámetro de las cuerdas (Curso de escalador de asalto del USMC).